# Krzysztof Jędrysek
Krzysztof Jędrysek (sinh ngày 12 tháng 6 năm 1950 tại Chelm, Lubelskie, Ba Lan) là một diễn viên người Ba Lan.
Krzysztof Jędrysek tốt nghiệp Học viện Nghệ thuật Sân khấu Quốc gia AST ở Kraków vào năm 1974. Ông tham gia diễn xuất trên sân khấu tại Nhà hát kịch Jerzy Szaniawski ở Płock (1975) và Nhà hát Juliusz Słowacki ở Kraków (từ năm 1976).
Ngày 6 tháng 11 năm 2008, Krzysztof Jędrysek được Bộ Văn hóa và Di sản Quốc gia (Ba Lan) trao tặng Huy chương Bạc Huy chương Công trạng về văn hóa - Gloria Artis vì những cống hiến nổi bật đối với văn hóa và nghệ thuật.

## Tác phẩm tiêu biểu
| Năm       | Tựa đề                   | Vai diễn             | Ghi chú          |
| --------- | ------------------------ | -------------------- | ---------------- |
| 1982      | Blisko, coraz bliżej     |                      |                  |
| 1983      | Mgła                     | Trung sĩ MO          |                  |
| 1987      | Śmieciarz                |                      |                  |
| 1988      | W klatce                 | Władysław Mika       |                  |
| 1989      | Virtuti                  | Górski               | phim truyền hình |
| 1993      | Trzy dni aby wygrać      | Trung sĩ cảnh sát    | phim truyền hình |
| 1996      | Gry uliczne              |                      |                  |
| 1997      | K. kontra Kafka          |                      |                  |
| 2000-2001 | Klinika pod Wyrwigroszem | Luật sư              |                  |
| 2003      | Koniec wakacji           | Thanh tra Sarbiewski |                  |
| 2010      | Święty interes           | Staszek Wałaszek     |                  |
| 2011      | Chichot losu             | Jerzy                | phim truyền hình |
| 2013-2014 | Lekarze                  | Tadeusz Karkoszka    | phim truyền hình |
| 2019      | Przyjaciólki             | Edward               | phim truyền hình |
| Từ 2020   | Kod genetyczny           | Birecki              | phim truyền hình |